# Royal Star
Royal Star is een Belgisch historisch merk van motorfietsen en auto's.
Dit bedrijf, Compagnie des Constructions Mécaniques, was gevestigd in Berchem (Antwerpen).
Het produceerde vanaf 1902 motorfietsen, auto's en industriële motoren. De motorfietsen hadden eencilinder viertaktmotoren van 2-, 2¾- en 3½ pk, die in verstevigde fietsframes waren gehangen, riemaandrijving hadden en moesten worden aangefietst. In 1904 werd ook een model met een Mills & Fullford forecar geleverd. Een zeer luxe model met lederen bekleding.
Men produceerde in die tijd ook auto's, in 1906 bijvoorbeeld een zescilinder auto en in 1907 vijf viercilinder modellen.
Het einde van de productieperiode is onzeker. Volgens sommige bronnen was dit al in 1906, maar zoals hierboven vermeld werden ook een 1907 nog auto's geproduceerd. Bovendien zou het bedrijf pas in 1910 zijn omgevormd tot Société Anversoise pour la fabrication de Voitures Automobiles (het automerk SAVA). Meest waarschijnlijk is dat de productie van motorfietsen in elk geval in 1906 werd gestaakt.